# 민스크주

민스크주의 위치

민스크주(벨라루스어: Мі́нская во́бласць 민스카야 보블라스츠, 러시아어: Минская о́бласть 민스카야 오블라스티[*])는 벨라루스 중부에 위치한 주로 주도는 민스크(벨라루스의 수도이기도 함)이며 면적은 48,000km2, 인구는 1,503,000명(2004년 기준)이다.
벨라루스의 주 가운데 유일하게 외국 영토와 맞닿아 있지 않은 주이며 주도 민스크는 어느 주에도 속하지 않는 독립된 행정 구역으로 존재한다.
민스크주에서 가장 큰 도시는 바리사우다.

## 상징

민스크주의 기
민스크주의 문장